# Пустыня Большого Бассейна
Пустыня Большого Бассейна (англ. Great Basin Desert) — одна из наиболее крупных пустынь США, занимающая площадь 190 000 квадратных миль. Граничит с хребтом Сьерра-Невада на западе, Скалистыми горами на востоке, Колумбийским плато на севере и пустынями Мохаве и Сонора на юге. В отличие от Мохаве и Сонора, пустыня Большого Бассейна «имеет недостаточно креозотовых кустарников», как в 1986 году охарактеризовал её J. Robert Macey в своей работе, посвящённой различиям между кустарниковой пустыней Большого Бассейна и «пустынями креозотового кустарника». Количество осадков в области пустыни меняется в пределах от 7 до 12 дюймов в год.
Пустыня Большого Бассейна включает в себя несколько засушливых областей с недостатком колючего кустарника ларрея трёхзубчатая, таких как долины Chalfant, Hammil, Benton, Queen. Напротив, в долинах Panamint, Saline, Eureka креозотовый кустарник произрастает, в отличие от пустынной долины Deep Springs Valley, которая содержит часть пустыни Большого Бассейна.
Пустыня Большого Бассейна является холодной пустыней  по причине эффекта дождевой тени от находящихся к западу гор Сьерра-Невада. Преобладающая растительность — лебеда скученнолистная и полынь.
Экотон, расположенный на севере пустыни Мохаве, является границей места обитания креозотового кустарника, а также южным краем экологических регионов кустарниковой степи Большого Бассейна и Central Basin and Range. Данный экотон характеризуется увеличением высоты, понижением температуры на большей высоте и большим количеством осадков (эффект дождевой тени слабее на более высоких широтах).